# Bronisław Krauze
Bronisław Krauze właśc. Bronisław Breslauer (ur. 18 maja 1897 w Łodzi, zm. 1 września 1972 w Warszawie) – polski historyk dziejów najnowszych i działacz komunistyczny.

## Życiorys
Urodził się 18 maja 1897 w Łodzi, w żydowskiej rodzinie Abrama i Balbiny Breslauerów. Ukończył w 1915 szkołę średnią w Łodzi. W 1916 przeniósł się do Warszawy, gdzie zarabiał korepetycjami, a w następnym roku rozpoczął studia na Wydziale Lekarskim Uniwersytetu Warszawskiego, przerwane z końcem 1918. Następnie wyjechał do Włocławka, gdzie w lutym 1919 wstąpił do KPRP (od 1925 w KPP), od marca 1919 powołany do służby wojskowej jako podchorąży medyk, służbę odbywał do 1921. W 1924 skierowany przez partię do Wolnego Miasta Gdańska tam wstąpił do Komunistycznej Partii Niemiec, w roku 1926 skierowany do Berlina gdzie pracował w Przedstawicielstwie Handlowym Związku Sowieckiego jako starszy korespondent, pozostawał ciągle w ścisłym kontakcie z KC KPP, pracował również dla KC Międzynarodowej Organizacji Pomocy Rewolucjonistom i Ligi Antyimperialistycznej, przygotowywał materiały dla referentów, pisał artykuły. Od 1929 przebywał w ZSRR, gdzie do 1931 był zatrudniony w Biurze Wykonawczym Czerwonej Międzynarodówki Związków Zawodowych (Profintern) jako zastępca kierownika oddziału prasowego, potem kierownik sektora prasy i informacji. W latach 1931–1934 studiował w Instytucie Czerwonej Profesury w Moskwie. Od 1932 był zatrudniony jako wykładowca historii, następnie kierownik katedry historii ruchu robotniczego i związkowego w Wyższej Szkole Ruchu Związkowego. Od 1934 kierował Katedrą Historii Powszechnej w Międzynarodowej Szkole Leninowskiej, od 1935 na stanowisku docenta. W 1937 zwolniony z pracy i usunięty z WKP(b). Od marca 1937 do 1939, w związku z aresztowaniem brata i wydaleniem z partii utrzymywał się z pisania artykułów, recenzji literackich itp.
W latach 1939–1945 pracował jako starszy redaktor w redakcji polskiej wydawnictwa Literatury w Językach Obcych w Moskwie. Po wybuchu wojny niemiecko-sowieckiej przywrócony w prawach członka partii. Do PPR przyjęty w Moskwie. 
Od wiosny 1945 ponownie w Polsce. W okresie 1945–1946 był redaktorem naczelnym wydawnictwa „Książka”, w okresie 1946–1947 zastępca redaktora miesięcznika PPR „Nowe Drogi”, następnie redaktor pisma Towarzystwa Przyjaźni Polsko-Radzieckiej „Współpraca”. Od 1948 pracował w szkolnictwie partyjnym. Od 1948 kierował Katedrą Historii Powszechnej w Szkole Partyjnej przy KC PPR. Od kwietnia 1949 pracował w Wydziale Historii Partii przy KC PZPR. Od 1951 kierował Katedrą Historii Powszechnej w Instytucie Kształcenia Kadr Naukowych. W latach 1953–1957 pracował też w Instytucie Historii PAN. Profesor nadzwyczajny od 1955. W okresie 1957–1968 pracował w Wyższej Szkoły Nauk Społecznych przy KC PZPR. Tam doktorat pod jego kierunkiem zrobił m.in. Mieczysław Rakowski.
W 1950 otrzymał Państwową Nagrodę Artystyczną III stopnia (zespołową) za scenariusz filmu Juliusz Marchlewski. 16 lipca 1955 został odznaczony Medalem 10-lecia Polski Ludowej.
Był dwukrotnie żonaty. Dzieckiem ze związku z pierwszą żoną Różą była Bella Krauze-Kancewicz (1920–2014), lekarz pediatra, żona Jana Kancewicza.
Jego drugą żoną była Eleonora z domu Szelit (1912–1986). Dziećmi z tego związku były Eleonora Krauze (1938–2002), reżyserka teatralna i żona kolumbijskiego socjologa Luisa H. Fajardo oraz Edward „Edek” Krauze (1941–2004), działacz NSZZ „Solidarności”.
Zmarł w Warszawie, spoczywa obok żony i syna na cmentarzu Wojskowym na Powązkach (kwatera B33-4-12).

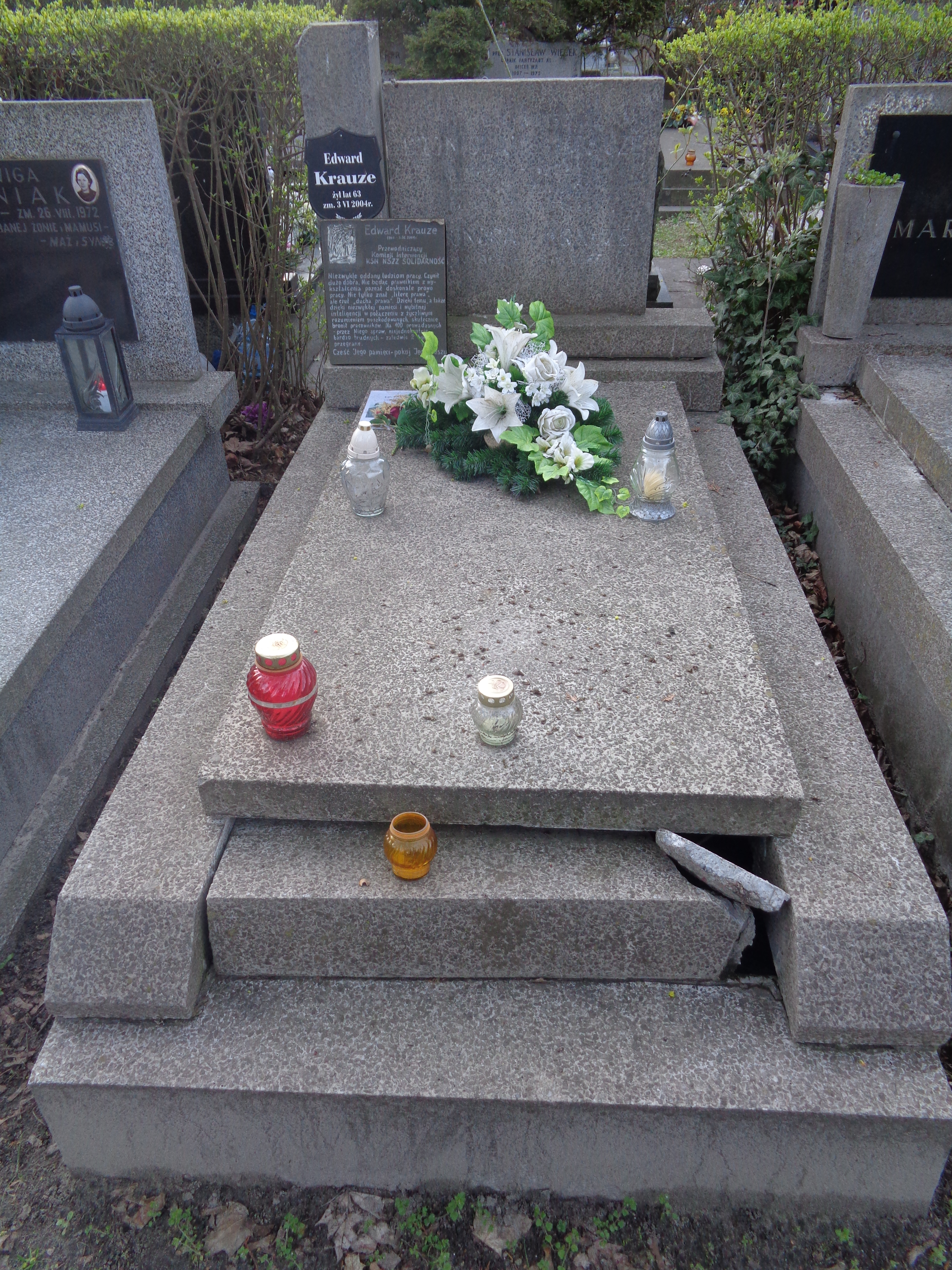
Grób Bronisława Krauze na cmentarzu Wojskowym na Powązkach w Warszawie

## Wybrane publikacje
- Przewrót przemysłowy. Anglia w pierwszej połowie XIX wieku. Czartyzm. Stenogram wykładu wygłosz. dnia 25.IX.1948 r., Warszawa: Szkoła Partyjna przy KC PPR 1948.
- Niemcy w latach 1870–1914. Stenogram wykładu wygłoszonego dnia 25 stycznia 1949 r., Warszawa: Szkoła Partyjna przy KC PPR 1949.
- Historia powszechna. Czasy nowożytne 1640–1870. Wybór tekstów źródłowych, Cz. 1–4, red. B. Krauze, Warszawa: Państwowe Zakłady Wydawnictw Szkolnych 1951–1955.
- Ruch robotniczy w czasie pierwszej wojny światowej, Warszawa: Zarząd Główny Polskiego Związku Niewidomych 1952.
- Ruch robotniczy w latach siedemdziesiątych, Warszawa: Zarząd Główny Polskiego Związku Niewidomych 1952.
- Ruch robotniczy w ostatnich dziesięcioleciach XIX i na początku XX wieku; Walka o rewolucyjną partię klasy robotniczej-partię nowego typu, Warszawa: Zarząd Główny Polskiego Związku Niewidomych 1952.
- Ruch robotniczy w pierwszej połowie XIX stulecia; Wiosna Ludów, Warszawa: Zarząd Główny Polskiego Związku Niewidomych 1952.
- Walki klasowe w latach wzniesienia sił fali rewolucyjnej (1918–1923), cz. 1–3, Warszawa: Zarząd Główny Polskiego Związku Niewidomych 1952.
- Zagarnięcie władzy przez faszyzm w Niemczech, Warszawa: Zarząd Główny Polskiego Związku Niewidomych 1952.
- Świat kapitalistyczny w przededniu II wojny światowej, Cz. 1–2, Warszawa: Zarząd Główny Polskiego Związku Niewidomych 1953.
- Feliks Dzierżyński we wspomnieniach i wypowiedziach, praca zbiorowa, red. B. Krauze, Warszawa: „Książka i Wiedza” 1953.
- Marcin Kasprzak. Jego życie i walka w świetle publikacji SDKPiL, wstęp B. Krauze, Warszawa: „Książka i Wiedza” 1954.
- Wielki Proletariat, red. B. Krauze i J. Durko, wstęp B. Krauze, Warszawa: Wydawnictwo Artystyczno-Graficzne RSW „Prasa” 1954.
- Rewolucja 1905–1907 roku na ziemiach polskich. Materiały i studia, kom. red. T. Daniszewski, Ż. Kormanowa, B. Krauze, Warszawa: „Książka i Wiedza” 1955.
- Rok 1905 na ziemiach polskich. Szkice i obrazki, słowo wstępne, posłowie i red. B. Krauze, Warszawa: „Wiedza Powszechna” – Państwowe Wydawnictwo Popularno-Naukowe 1955.
- SDKPiL w rewolucji 1905 roku. Zbiór publikacji (z lat 1904–1907), kol. red. T. Daniszewski, B. Krauze, H. Mościcki, Warszawa: „Książka i Wiedza” 1955.
- Róża Luksemburg, Wybór pism, t. 1, cz. 1–4, red. i słowo wstępne B. Krauze, Warszawa: „Książka i Wiedza” 1959.
- Wspomnienia działaczy spółdzielczych, red. nacz. B. Krauze, Warszawa: Zakład Wydawniczy Centrali Rolniczo-Spożywczej 1963.